# Amitié (film, 1932)
Pour les articles homonymes, voir Amitié (homonymie).
Pour plus de détails, voir Fiche technique et Distribution.
Amitié (When a Feller Needs a Friend) est un film américain en noir et blanc réalisé par Harry A. Pollard, sorti en 1932.

## Synopsis
Le jeune Eddie porte une attelle orthopédique à la jambe ; sa mère ne le laisse pas jouer comme les autres garçons. Eddie espère qu'un médecin allemand pourra opérer et réparer sa jambe. 
Son cousin Froggie vient vivre chez lui ; il se montre gentil avec les parents d'Eddie mais est méchant avec son cousin infirme. Conscient de ce qui se passe, l'oncle Jonas tente d'alerter les parents d'Eddie, mais ceux-ci ne le croient pas. L'oncle essaye d'endurcir son neveu en lui apprenant la boxe et le baseball, mais tout ce que l'oncle obtient est de se faire expulser de la maison.

## Fiche technique
- Titre français : Amitié
- Titre original : When a Feller Needs a Friend
- Réalisation : Harry A. Pollard
- Scénario : Frank Butler, Sylvia Thalberg, d'après le roman Limpy de William Johnston
- Direction artistique : Cedric Gibbons
- Photographie : Harold Rosson
- Montage : William LeVanway
- Producteur : Harry A. Pollard
- Société de production : Cosmopolitan Productions
- Société de distribution :  Metro-Goldwyn-Mayer
- Pays de production : États-Unis
- Format : noir et blanc - 35 mm - 1,33:1 - Son : Mono (Western Electric Sound System)
- Genre : drame familial
- Durée : 74 min
- Dates de sortie :
  - États-Unis : 5 mai 1933
  - France : 2 février 1936

## Distribution
- Jackie Cooper : Edward Haverford 'Eddie' Randall
- Charles "Chic" Sale : l'oncle Jonas Tucker
- Ralph Graves : M. Tom Randall
- Dorothy Peterson : Mme Margaret Randall
- Andy Shuford : Frederick 'Froggie'
- Helen Parrish : Diana Manning
- Donald Haines : Fatty Bullen
- Gus Leonard : Abraham
- Oscar Apfel : le docteur